# 开泰寺站
開泰寺站（：／ Gaetaesa yeok */?）是湖南線沿線的一座鐵路車站，位於韓國忠清南道論山市連山面。

## 历史
- 1944年4月9日 - 落成使用。

## 相鄰車站
韩國鐵道公社
湖南線
雞龍－開泰寺－連山